# Coria (Corbridge)
Coria byla pevnost a město 4 km na jih od Hadriánova valu v římské provincii Británie. Postavili ji tam, kde významná římská severojižní silnice (Dere Street) překonávala řekuTyne a křížila se s další římskou silnicí (Stanegate), která vedla ve směru východ-západ mezi pevností Coria a Luguvalium (Carlisle).
Corbridge nesloužila jen jako vojenská zásobovací základna, zároveň šlo o živé město. Ruch tam trval až do začátku 5. století.

## Název
Přesnou podobu latinského názvu této pevnosti s jistotou neznáme. V angličtině se toto místo jmenuje Corchester (Corbridge Roman Site), protože se nachází na kraji vesnice Corbridge v anglickém hrabstvíNorthumberland. Lokalitu spravuje organizace English Heritage a je částečně veřejnosti přístupná, bylo tam zřízeno muzeum.
Název se ve starých textech vyskytuje v podobě Corstopitum a Corie Lopocarium. Oba tyto názvy jsou často považovány za zkreslené, původní podoba snad zněla Coriosopitum, Corsopitum nebo Corsobetum. Vindolandské tabulky dokládají, že se v okolí lokality používal jednoduchý název Coria; podle centra místního kmene. Z něj potom pravděpodobně vznikl název Corbridge.

## Nejstarší osídlení
Existují důkazy, že na tomto místě stály již domy v době železné, ale první Římané v této oblasti postavili tzv. Red House Fort, 800 metrů na západ od lokality; tato pevnost sloužila jako zásobovací tábor pro Agricolovy kampaně.

## Pevnosti

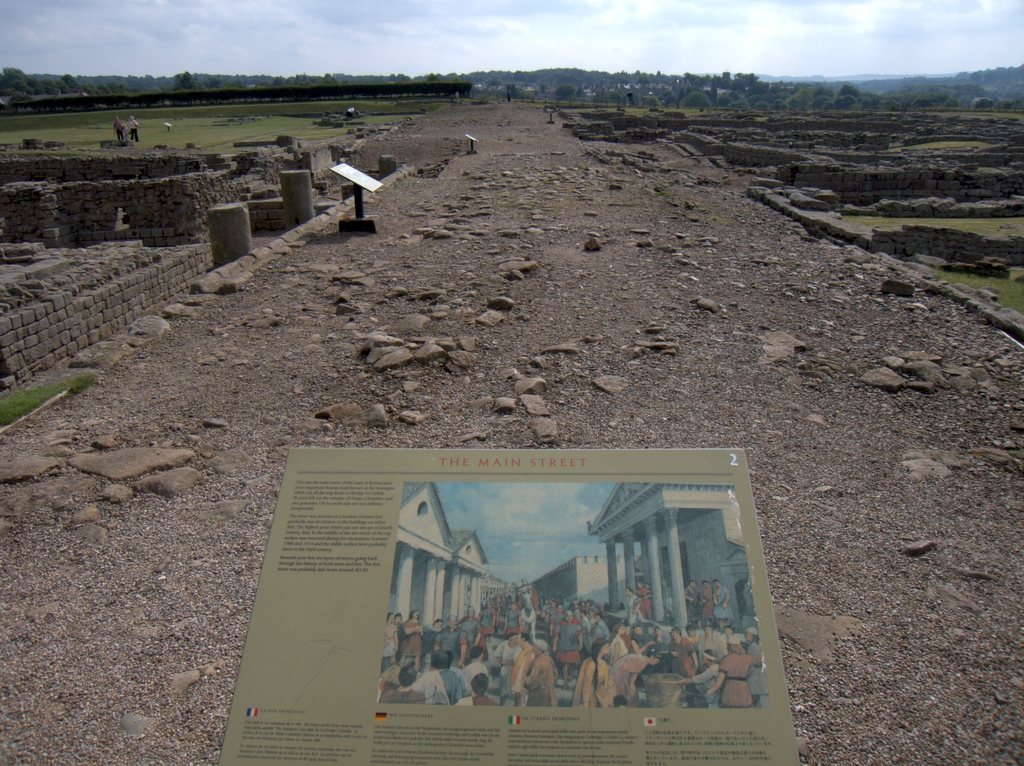
Římská silnice Stanegate, Corbridge

### První pevnost
Brzy po římských vítězstvích v moderním Skotsku, kolem roku 84, byla na tomto místě postavena dřevěná pevnost. Kasárenské bloky obklopovaly střed s budovou velitelství, rezidencí velitele, domy administrativního personálu, dílnami a sýpkami. Pravděpodobně v ní sídlila pomocná jednotka jízdy v síle 500 mužů, zvaná Ala Gallorum Petriana, ale pevnost v roce 105 shořela. Díky silnici Stanegate se z Luguvalia se do Corbridge mohly legie dostat za tři dny, ostrým pochodem dokázaly těch zhruba 64 km zdolat dokonce za dva dny.

### Druhá dřevěná pevnost, první kamenná
Druhá dřevěná pevnost střežila důležitý přechod přes řeku Tyne v době, kdy spojnice Solway Firth a Tyne tvořila hranici Římské říše. Kolem roku 120, když se stavěl Hadriánův val, pevnost znovu přebudovali, aby v ní mohla být ubytována pěchota. Asi o dvacet let později, když byla hranice posunuta dále na sever v souvislosti s vybudováním Antoninova valu, byla za guvernéra Quinta Lollia Urbica na tomto místě vybudována první kamenná pevnost.

## Město
Ke konci 2. století Corbridge přestala fungovat jako pevnost, i když její centrum v rukou armády zůstalo. Kolem se rozvíjelo město. Mnoho jeho domů v současné době leží pod okolními poli a je v možné vidět pouze malou část původního centra. Středověké a moderní město se vyvíjelo o něco dále směrem na východ.

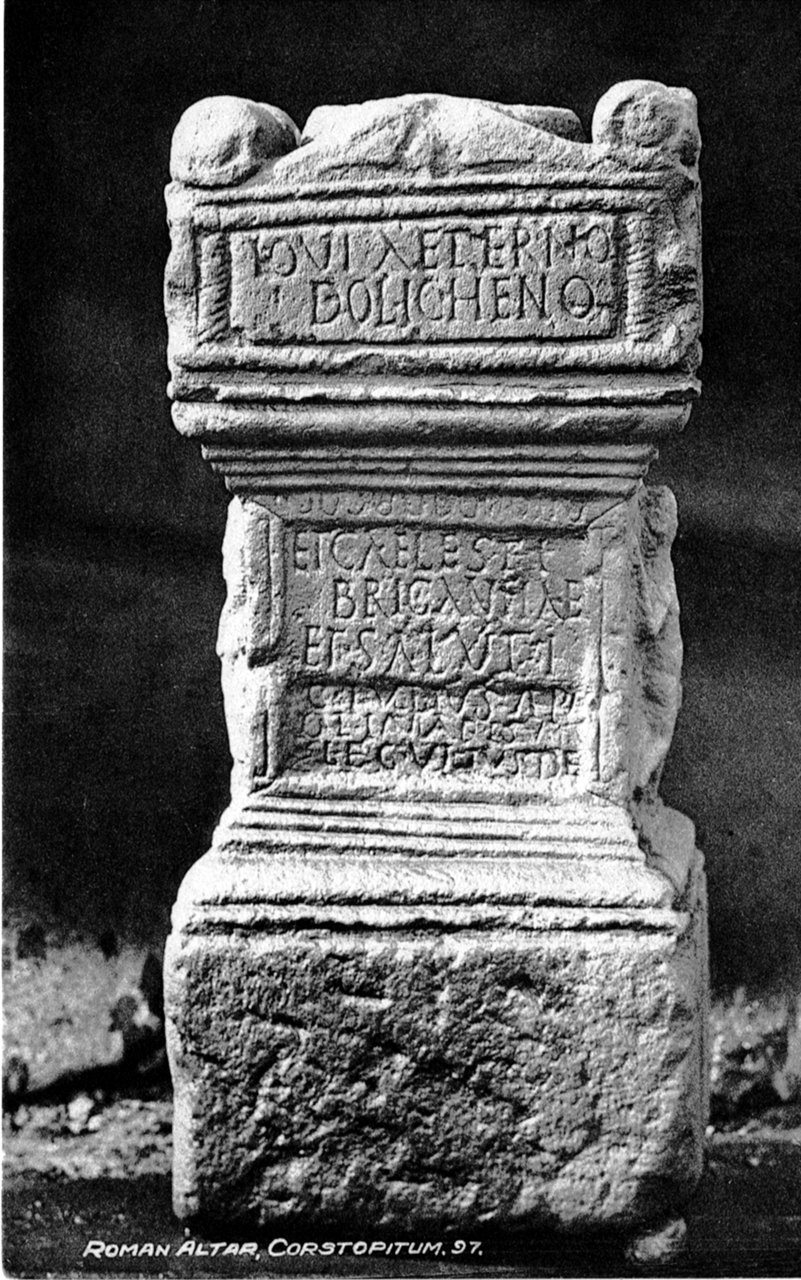
Corstopitum, oltář objevený roku 1910

## Vývoj města

### Po roce 163
Poté, co Římané ustoupili od Hadriánova valu v roce 163, vojsko bylo zřejmě z Corie staženo. Hradby byly srovnány se zemí a byl zahájena velká přestavba. Vznikla řada chrámů, dále sýpek, dalších domů a velké nádvoří, které se zřejmě mělo stát civilním fórem nebo vojenským skladištěm a dílnou. Původní záměr nebylo nikdy zcela realizován.

### 3. a 4. století
Spálené dřevěné domy možná souvisejí se zmínkou Cassia Dia o tom, že kmeny ze severu překročily hranici. Na začátku 3. století se na tomto místě stavělo znovu, byl rozšířen vojenský zásobovací sklad. To souvisí s druhou a šestou legií, patrně šlo o zásobování severní kampaně Septimia Severa.
Informace o městě ve 3. a 4. století chybí, ale jistě v něm nechyběl dům, ve kterém mohl přebývat císařský úředník. Coria byla pravděpodobně velkým tržním centrem pro zboží z olova, železa, zemědělské produkty, o čemž svědčí sýpky. Byl také nalezen obchod s hrnčířskými výrobky. Kdy bylo město opuštěno, není jasné. Není ani známo, zda tam někdo žil, když Anglosaové zakládali blízké Corbridge.

## Archeologické nálezy
English Heritage vydalo monografie o pevnostech Hadriánova valu. Zpráva Bishopa a Dorea o vykopávkách v Corbridge v letech 1947–80 odhaluje složitý vývoj od více dřevěných pevností ke zděným stavbám. (k dispozici zde) Zprávy se rovněž zabývají nálezy kovových předmětů v pevnosti, což asi souvisí s jejím opuštěním mezi lety 122 a 138 (k dispozici také na internetových stránkách Archeology Data Service).

### Corbridgeský poklad
Byl tam nalezen tzv. corbridgeský poklad. K mnoha objeveným předmětům patří zařízení z římské dílny a mnoho věcí, které potřeboval římský voják: nástroje, zbraně, pancíře, voskové tabulky a papyry. Zbroj nalezená v roce 1964 výrazně pomohla zpřesnit představu o její římské podobě.

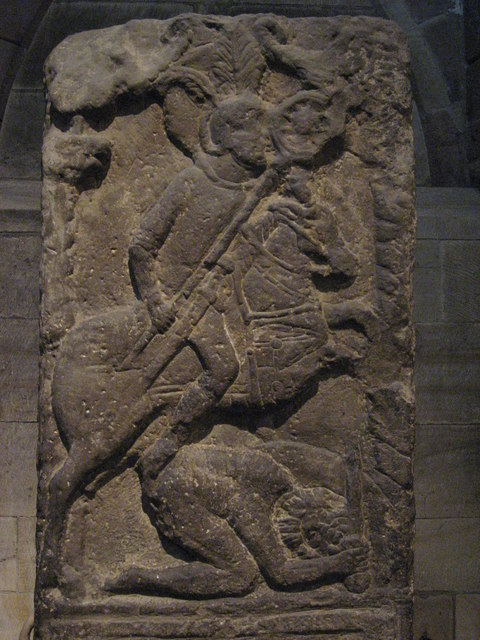
Náhrobek Flavina, nositele standarty; vystaven v kostele Hexham Abbey

Nález pochází z období mezi léty 122 a 138. Předměty byly nalezeny ve vynikajícím stavu, a to díky tomu, že byly uloženy do dřevěné truhlice kryté kůží a chráněné železným kováním, kterou někdo zakopal do země.

### Znovuobjevení
Brian Dobson v 60. a 70. letech 20. století vedl vykopávky v Corbridge.

### Náhrobek Flavina, římského nositele standarty
Práce v kostele Hexham Abbey v roce 1881 odhalily v transeptu římský náhrobek. Pomník (vystavený v kostele) ukazuje nositele standarty v římské jízdě, jehož kůň šlape po barbarovi: připojený nápis ukazuje, že byl postaven na paměť Flavina, důstojníka ala Petriana, který zemřel jako 25letý po sedmi letech služby. Je známo, že ala Petriana byla v Corbridge, a deska pravděpodobně pochází z konce 1. století. Náhrobek kdysi stál na vojenském hřbitově v blízkosti pevnosti.